# Incidente Grimm-Hoffmann

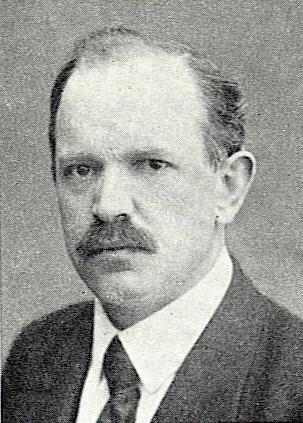
Robert Grimm

El Incidente Grimm-Hoffmann fue un evento ocurrido durante la Primera Guerra Mundial en el cual estuvo implicado el gobierno de Suiza, que había mantenido su neutralidad desde el inicio de la contienda, pero que recibió cuestionamientos por una supuesta "ruptura" de esa neutralidad debido a las gestiones de un político socialista suizo, Robert Grimm.
Grimm, un convencido pacifista y socialista que había participado en la Conferencia de Zimmerwald en 1915, quedó impresionado al conocer que la Revolución de Febrero de 1917 había derrocado al zar Nicolás II de Rusia e instalado al Gobierno provisional ruso dirigido por Aleksandr Kérenski. El líder comunista ruso Vladimir Lenin, exiliado en Suiza, ya había mencionado en la Conferencia de Zimmerwald su deseo de pactar una paz inmediata entre Rusia y el Imperio alemán, lo cual resultaba conveniente para Alemania en tanto que así podría retirar sus tropas de la Europa Oriental para dedicar todo su esfuerzo bélico contra Francia y Gran Bretaña en el frente occidental.
El gobierno alemán contactó con Lenin y un grupo de sus seguidores para transportarlos secretamente a través de Alemania en un tren sellado, embarcarlos hacia la neutral Suecia y de allí enviarlos a Rusia, con la esperanza de que ello contribuiría a debilitar el esfuerzo bélico ruso en beneficio de Alemania. Este plan se ejecutó rápidamente y a mediados de abril de 1917 Lenin estaba de vuelta en Rusia con numerosos partidarios. Ante ello, Robert Grimm proyectó dirigirse también a Rusia con el fin de persuadir al gobierno de Kérenski de que pactase la paz con Alemania.
Grimm recibió el apoyo personal de Arthur Hoffmann, Consejero Federal del gobierno suizo que desempeñaba el cargo de ministro de Relaciones exteriores del país. Oficialmente Grimm es enviado a Rusia como representante del gobierno suizo para coordinar la repatriación de los rusos exiliados en Suiza, pero una vez llegado a Petrogrado Grimm se dedica a contactar con altos funcionarios rusos a quienes ofrece su mediación para una paz con Alemania. Tras celebrar conferencias con líderes socialistas en Petrogrado, Grimm remite a Hoffmann un telegrama el 26 de mayo de 1917 informando sobre el éxito de su plan.
No obstante, el telegrama de Grimm es interceptado por Albert Thomas, ministro de armamentos de Francia, quien al conocer los planes de Grimm revela al público el mensaje enviado a Hoffmann. Los gobiernos de Reino Unido y Francia presentan reclamaciones diplomáticas a Suiza, a la que acusan de violar su neutralidad al lanzar planes de paz en beneficio de Alemania. Mientras tanto el gobierno Kérensky niega todo proyecto de firmar una paz por separado con Alemania y expulsa a Grimm.
El escándalo también tuvo efectos en Suiza, cuando la opinión pública local condenó todo intento de implicar al país en la contienda. El consejero federal Arthur Hoffmann reconoció su apoyo personal a Grimm, pero también se comprobó que Hoffmann nunca había coordinado con sus colegas de gabinete semejante "plan de paz", ni tenía autorización para lanzar esta clase de iniciativas. Hoffmann se vio forzado a renunciar al Consejo Federal, tras lo cual el gobierno suizo reafirmó su neutralidad ante ambos bandos. 